# Ruder-Europameisterschaften 2018

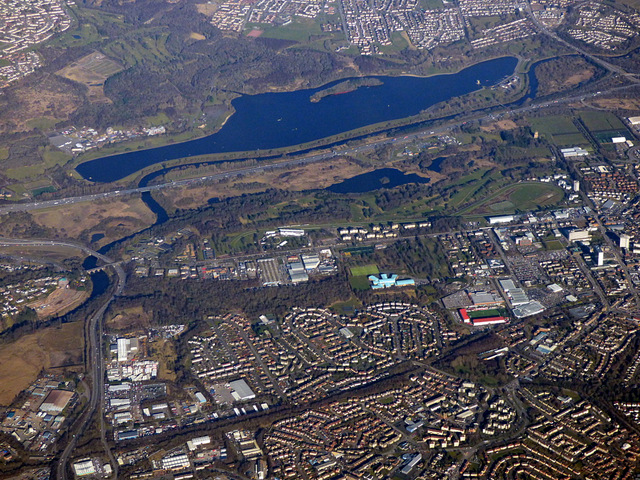
Luftbild der Regattastrecke Strathclyde Loch

Die Ruder-Europameisterschaften 2018 wurden vom 2. bis 5. August 2018 auf dem Strathclyde Loch im Strathclyde Country Park nahe der Stadt Glasgow, Schottland unter dem Regelwerk des Weltruderverbandes (FISA) in 17 verschiedenen Wettbewerbsklassen ausgetragen.
Die Europameisterschaften waren Teil der erstmals ausgetragenen Multisportveranstaltung European Championships 2018 in Glasgow und Berlin.

## Teilnehmer
Teilnahmeberechtigt war jeweils eine Mannschaft je Wettbewerbsklasse aus den 46 europäischen Mitgliedsverbänden des Weltruderverbandes. Eine Qualifikationsregatta existierte nicht. Es nahmen knapp 500 Ruderer aus 32 Nationen an der Regatta teil.

## Medaillenübersicht
Hier werden die Medaillengewinner aus den A-Finals aufgelistet. Diese wurden mit bis zu sechs Booten besetzt, die sich über Vor- und Hoffnungsläufe sowie Halbfinals für das Finale qualifizieren mussten. Die Streckenlänge betrug in allen Läufen 2000 Meter.

### Frauen
| Bootsklasse                                | Gold | Gold                                                                                   | Silber | Silber                                                                                 | Bronze | Bronze                                                                                 |                                                                                        |
| ------------------------------------------ | --- | -------------------------------------------------------------------------------------- | --- | -------------------------------------------------------------------------------------- | --- | -------------------------------------------------------------------------------------- | -------------------------------------------------------------------------------------- |
| Einer (W1x) Details                        | Jeannine Gmelin | 7:31,15                                                                                | Magdalena Lobnig | 7:32,62                                                                                | Diana Dymtschenko | 7:32,67                                                                                |                                                                                        |
| Leichtgewichts-Einer (LW1x) Details        | Alena Furman | 7:41,60                                                                                | Laura Tarantola | 7:45,94                                                                                | Clara Guerra | 7:47,71                                                                                |                                                                                        |
| Zweier ohne Steuerfrau (W2-) Details       | Rumänien Mădălina Bereș Denisa Tîlvescu | 7:15,53                                                                                | Niederlande Elsbeth Beeres Laila Youssifou | 7:17,34                                                                                | Italien Alessandra Patelli Sara Bertolasi | 7:17,86                                                                                |                                                                                        |
| Doppelzweier (W2x) Details                 | Frankreich Hélène Lefebvre Élodie Ravera-Scaramozzino | 6:55,99                                                                                | Niederlande Roos de Jong Lisa Scheenaard | 6:56,29                                                                                | Litauen Milda Valčiukaitė Ieva Adomavičiūtė | 6:56,54                                                                                |                                                                                        |
| Leichtgewichts-Doppelzweier (LW2x) Details | Niederlande Marieke Keijser Ilse Paulis | 6:57,35                                                                                | Polen Weronika Deresz Joanna Dorociak | 6:58,39                                                                                | Schweiz Patricia Merz Frédérique Rol | 7:00,36                                                                                |                                                                                        |
| Vierer ohne Steuerfrau (W4-) Details       | Russland Jekaterina Sewostjanowa Anastassija Tichanowa Jekaterina Potapowa Jelena Orjabinskaja                                                                             | 6:39,97                                                                                | Rumänien Mădălina Hegheș Iuliana Buhuș Mădălina-Gabriela Cașu Roxana Parascanu                                                                             | 6:41,87                                                                                | Polen Olga Michałkiewicz Joanna Dittmann Monika Chabel Maria Wierzbowska                                                                                 | 6:42,58                                                                                |                                                                                        |
| Doppelvierer (W4x) Details                 | Polen Agnieszka Kobus-Zawojska Marta Wieliczko Maria Springwald Katarzyna Zillmann                                                                                         | 6:20,92                                                                                | Ukraine Daryna Verkhohliad Olena Burjak Anastassija Koschenkowa Jewhenija Dowhodko                                                                         | 6:23,86                                                                                | Niederlande Olivia van Rooijen Karolien Florijn Sophie Souwer Nicole Beukers                                                                             | 6:24,95                                                                                |                                                                                        |
| Leichtgewichts-Doppelvierer (LW4x)         | Der Wettbewerb war ausgeschrieben, er wurde aber mangels Meldungen nicht durchgeführt.                                                                                     | Der Wettbewerb war ausgeschrieben, er wurde aber mangels Meldungen nicht durchgeführt. | Der Wettbewerb war ausgeschrieben, er wurde aber mangels Meldungen nicht durchgeführt.                                                                     | Der Wettbewerb war ausgeschrieben, er wurde aber mangels Meldungen nicht durchgeführt. | Der Wettbewerb war ausgeschrieben, er wurde aber mangels Meldungen nicht durchgeführt.                                                                   | Der Wettbewerb war ausgeschrieben, er wurde aber mangels Meldungen nicht durchgeführt. | Der Wettbewerb war ausgeschrieben, er wurde aber mangels Meldungen nicht durchgeführt. |
| Achter (W8+) Details                       | Rumänien Ioana Vrînceanu Viviana-Iuliana Bejinariu Adriana Ailincăi Maria Tivodariu Beatrice-Madalina Parfenie Iuliana Popa Mădălina Bereș Denisa Tîlvescu Daniela Druncea | 6:08,98                                                                                | Großbritannien Anastasia Merlott Chilly Rebecca Girling Fiona Gammond Katherine Douglas Holly Hill Holly Norton Karen Bennett Rebecca Shorten Matilda Horn | 6:10,09                                                                                | Niederlande Elisabeth Hogerwerf Marloes Oldenburg Lies Rustenburg Jose van Veen Ymkje Clevering Monica Lanz Aletta Jorritsma Carline Bouw Dieuwke Fetter | 6:10,78                                                                                |                                                                                        |

### Männer
| Bootsklasse                                | Gold | Gold    | Silber | Silber  | Bronze | Bronze  |
| ------------------------------------------ | --- | ------- | --- | ------- | --- | ------- |
| Einer (M1x) Details                        | Kjetil Borch | 6:49,95 | Mindaugas Griškonis | 6:50,68 | Roman Röösli | 6:52,06 |
| Leichtgewichts-Einer (LM1x) Details        | Michael Schmid | 6:54,93 | Martino Goretti | 6:56,30 | Sam Mottram | 6:57,18 |
| Zweier ohne Steuermann (M2-) Details       | Kroatien Martin Sinković Valent Sinković | 6:26,42 | Frankreich Valentin Onfroy Théophile Onfroy | 6:27,40 | Rumänien Marius Vasile Cozmiuc Ciprian Tudosă | 6:29,39 |
| Doppelzweier (M2x) Details                 | Frankreich Hugo Boucheron Matthieu Androdias | 6:10,21 | Rumänien Ioan Prundeanu Marian-Florian Enache | 6:10,71 | Großbritannien Harry Leask Jack Beaumont | 6:10,84 |
| Leichtgewichts-Doppelzweier (LM2x) Details | Norwegen Kristoffer Brun Are Strandli | 6:20,85 | Irland Gary O’Donovan Paul O’Donovan | 6:22,84 | Italien Stefano Oppo Pietro Ruta | 6:23,32 |
| Vierer ohne Steuermann (M4-) Details       | Rumänien Mihăiță-Vasile Țigănescu Cosmin Pascari Ștefan-Constantin Berariu Ciprian Huc                                                                      | 5:54,34 | Großbritannien Thomas Ford Jacob Dawson Adam Neill James Johnston | 5:55,71 | Frankreich Benoit Demey Edouard Jonville Sean Vedrinelle Benoît Brunet | 5:56,49 |
| Doppelvierer (M4x) Details                 | Italien Filippo Mondelli Andrea Panizza Luca Rambaldi Giacomo Gentile                                                                                       | 5:41,92 | Litauen Dovydas Nemeravičius Saulius Ritter Rolandas Maščinskas Aurimas Adomavičius                                                                                   | 5:43,40 | Polen Szymon Pośnik Maciej Zawojski Dominik Czaja Wiktor Chabel | 5:43,88 |
| Leichtgewichts-Doppelvierer (LM4x) Details | Italien Catello Amarante Paolo Di Girolamo Andrea Micheletti Matteo Mulas                                                                                   | 6:01,01 | Tschechien Jiří Kopáč Jan Vetešník Milan Viktora Jan Cincibuch | 6:09,13 | Niederlande Jorke Kooijenga Koen van Brussel Bart Lukkes Ward van Zeijl | 6:10,54 |
| Achter (M8+) Details                       | Deutschland Johannes Weißenfeld Felix Wimberger Maximilian Planer Torben Johannesen Jakob Schneider Malte Jakschik Richard Schmidt Hannes Ocik Martin Sauer | 5:27,48 | Niederlande Vincent van der Want Boudewijn Röell Maarten Hurkmans Simon van Dorp Mechiel Versluis Ruben Knab Lex van den Herik Freek Robbers Diederik van Engelenburg | 5:29,51 | Rumänien Vlad-Dragoș Aicoboae Adrian Damii Alexandru Matinca Constantin Radu Constantin Adam Sergiu-Vasile Bejan Cristi-Ilie Pîrghie Alexandru-Cosmin Macovei Adrian Munteanu | 5:29,71 |

## Medaillenspiegel
| Platz  | Land           | Gold | Silber | Bronze | Gesamt |
| ------ | -------------- | ---- | ------ | ------ | ------ |
| 1      | Rumänien       | 3    | 2      | 2      | 7      |
| 2      | Frankreich     | 2    | 2      | 1      | 5      |
| 3      | Italien        | 2    | 1      | 3      | 6      |
| 4      | Schweiz        | 2    |        | 2      | 4      |
| 5      | Norwegen       | 2    |        |        | 2      |
| 6      | Niederlande    | 1    | 3      | 3      | 7      |
| 7      | Polen          | 1    | 1      | 2      | 4      |
| 8      | Deutschland    | 1    |        |        | 1      |
| 8      | Kroatien       | 1    |        |        | 1      |
| 8      | Russland       | 1    |        |        | 1      |
| 8      | Belarus        | 1    |        |        | 1      |
| 12     | Großbritannien |      | 2      | 2      | 4      |
| 13     | Litauen        |      | 2      | 1      | 3      |
| 14     | Ukraine        |      | 1      | 1      | 2      |
| 15     | Irland         |      | 1      |        | 1      |
| 15     | Österreich     |      | 1      |        | 1      |
| 15     | Tschechien     |      | 1      |        | 1      |
| Gesamt | Gesamt         | 17   | 17     | 17     | 51     |